# Bór (Częstochowa)
Bór – część miasta Częstochowy należąca do dzielnicy Błeszno.
Zabudowa dzielnicy jest zdominowana przez obiekty przemysłowo-usługowe, głównie hurtownie. Od strony zachodniej granicę Boru stanowi Konopka, od południa przechodzi w Wypalanki.
Bór został przyłączony do Częstochowy 1 lipca 1952 roku. Wcześniej należał do gminy Wrzosowa.